# 斯特魯米夫卡
50°44′22″N 25°25′38″E / 50.73944°N 25.42722°E
斯特魯米夫卡（烏克蘭語：Струмівка），是烏克蘭的村落，位於該國西部沃倫州，由盧茨克區負責管轄，面積1.17平方公里，海拔高度220米，2022年人口2000，人口密度每平方公里576.07人。